# القناة التاسعة التونسية
التاسعة تي في هي قناة تلفزيونية تونسية خاصة.

## التاريخ
استحوذت هذه القناة الجديدة في 2015 على حقوق بث مقابلتين من كل جولة في الرابطة التونسية المحترفة الأولى لكرة القدم كانت تبثهما سابقا قناة حنبعل.

## المسلسلات
- ليلة الشك
- اللمة
- بوليس حالة عادية
- Ambulance
- فلاش باك
- سبعة صبايا
- علي شورب

## البرامج
| البرنامج     | المقدم                   |
| ------------ | ------------------------ |
| التاسعة Foot | رفيق بوشناق              |
| صغار التاسعة |                          |
| بعد الماتش   | مهدي كتو                 |
| 11393        | لبنى السديري             |
| Chef جعفور   | جعفر القاسمي             |
| الطيارة      | وسيم الحريصي             |
| شيش بيش      | لطفي العبدلي             |
| يد وحدة      | جعفر القاسمي             |
| ميغالو شو    | وسيم الحريصي             |
| عائشة        | عائشة بن عثمان           |
| 100 Façons   | أمين قارة                |
| التاسعة مساء | معز بن غربية             |
| هنا الآن     | برهان بسيس وأمينة بن دوة |
| Tendance +   | مرام بن عزيزة            |
| هو وهي       | مريم بن حسين             |

## مقالات ذات صلة
- معز بن غربية

## روابط خارجية
- الموقع الرسمي.
- الصفحة الرسمية للقناة على الفيسبوك.